# Faustinópolis
Faustinópolis (também denominada como Colônia Faustinópolis (português brasileiro) ou Colónia Faustinópolis (português europeu) e Halala) foi uma antiga cidade localizada no sul da Capadócia (atual Turquia), a cerca de 20 quilômetros ao sul de Tiana. Foi nomeada assim após a imperatriz Faustina, a esposa do imperador romano Marco Aurélio, que morreu em uma aldeia e que seu marido, estabelecendo uma colônia na mesma, elevou à categoria de cidade com o nome de Faustinópolis. O geógrafo bizantino Hiérocles (século VI) situou a cidade na região da Capadócia Secunda, o que também é mencionado nos itinerários de Antonino e de Jerusalém. Após as conquistas muçulmanas e as invasões árabes subsequentes na Anatólia, o local foi abandonado pela fortaleza vizinha de Lulo.
Algumas fontes apontam a aldeia de Başmakçı, situada no sul da província de Niğde, a cerca de 50 km a sul de Niğde, como localização provável da antiga cidade.